# Мгновенные нейтроны
Мгновенные нейтроны — нейтроны, испускаемые осколками деления практически мгновенно после деления составного ядра, в отличие от запаздывающих нейтронов, испускаемых продуктами деления через некоторое время после этого. Испускание нейтронов осколками деления — одна из важнейших особенностей процесса деления тяжёлых ядер. Именно она позволяет создать при определённых условиях цепную реакцию деления. Количество нейтронов, испускаемых в одном акте деления — случайная величина, распределённая примерно по закону Гаусса около среднего значения (2—3 нейтрона на одно делящееся ядро). Мгновенные нейтроны составляют более 99% нейтронов деления.

## Среднее число нейтронов

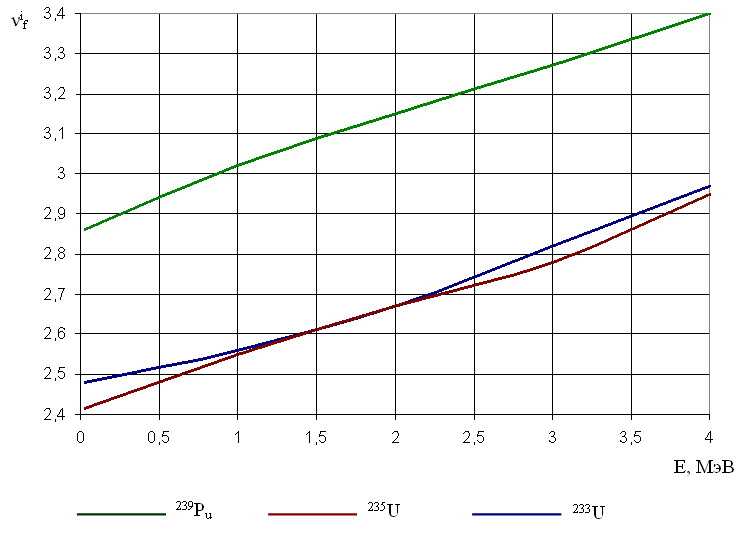
Зависимость среднего числа нейтронов, испускаемых при делении от энергии нейтронов, вызывающих деление для различных ядер.

Среднее число нейтронов {\displaystyle \nu _{f}^{i}}, образующихся при делении, зависит от сорта ядра-мишени и энергии налетающего нейтрона. Значения этой величины для некоторых ядер в зависимости от энергии налетающих нейтронов:
| E        | 233U  | 235U  | 239Pu |
| -------- | ----- | ----- | ----- |
| 0,025 эВ | 2,479 | 2,416 | 2,862 |
| 1 МэВ    | 2,56  | 2,55  | 3,02  |
| 2 МэВ    | 2,67  | 2,67  | 3,15  |
| 3 МэВ    | 2,82  | 2,78  | 3,27  |
| 4 МэВ    | 2,97  | 2,95  | 3,40  |

Наблюдается заметный рост {\displaystyle \nu _{f}^{i}} при увеличении энергии возбуждения делящегося ядра. При испускании нейтрона энергия возбуждения осколка деления уменьшается примерно на величину, равную сумме энергии связи нейтрона в ядре (в среднем примерно 5 МэВ) и кинетической энергии испускаемого нейтрона(в среднем примерно 2 МэВ). Следовательно, величина {\displaystyle \nu _{f}^{i}} возрастает приблизительно на единицу при увеличении энергии нейтрона, вызывающего процесс деления, на каждые 7 МэВ, что подтверждается экспериментами. Экспериментальные данные хорошо описываются линейной зависимостью вида:
{\displaystyle \nu _{f}^{i}(E)=\nu _{f0}^{i}+E_{n}{\frac {d\nu _{f}^{i}}{dE}},}
где {\displaystyle \nu _{f0}^{i}} — значение {\displaystyle \nu _{f}^{i}} для E=0,025 эВ.

## Спектр нейтронов
У мгновенных нейтронов были зарегистрированы энергии до 18 МэВ, однако начиная с 10 МэВ нейтронов так мало, что на практике чаще всего принимается, что спектр нейтронов простирается лишь до 10 МэВ.
Спектр мгновенных нейтронов деления — непрерывный в области примерно от 0,01 до 10 МэВ. Наиболее вероятная энергия нейтронов равна 0,7 МэВ, средняя — 2 МэВ. Спектр примерно соответствует зависимости:
{\displaystyle n(E)\sim e^{-E}\mathrm {sh} \,{\sqrt {2E}}.}
Следует отметить, что экспериментальные спектры нейтронов достаточно хорошо аппроксимированы различными зависимостями, показанная выше самая простая и при этом удовлетворительно описывающая данные, поэтому получившая наибольшее распространение.
Спектры нейтронов разных делящихся ядер практически не отличаются друг от друга. Средняя энергия нейтронов деления для всех ядер возрастает при увеличении среднего числа нейтронов деления, однако этот рост довольно незначителен и при практических расчётах обычно не учитывается.

## Направления испускания
Мгновенные нейтроны испускаются осколками деления равновероятно по всем направлениям, однако из-за движения осколков угловое распределение нейтронов в лабораторной системе координат имеет максимум в направлении движения лёгкого осколка и несколько меньший максимум в направлении движения тяжёлого осколка. Отношение максимального значения к минимальному в угловом распределении равно примерно 5 и зависит от ядра-мишени.